# Against the Law (film 2017)
Against the Law è un film televisivo britannico del 2017 diretto da Fergus O'Brien e sceneggiato da Brian Fillis e Peter Wildeblood.
Il film fa parte del ciclo della BBC "Gay Britannia", creato per festeggiare il 50º anniversario del Sexual Offences Act che portò alla fine della criminalizzazione dell'omosessualità nel Regno Unito

## Trama
Tra la fine degli anni ’40 e i primi anni ’50 il giornalista Peter Wildeblood, in un periodo in cui l'omosessualità in Gran Bretagna era un crimine, incominciò una relazione d'amore con il caporale della Royal Air Force Eddie McNally, con una relativa fitta corrispondenza. Peter presenta Eddie a Edward, Lord Montagu e al cugino del conte Michael Pitt-Rivers (membri di una cerchia omosessuale). Ma le lettere d'amore tra i due vengono scoperte e sono usate per arrestarli e processarli (insieme agli altri membri della cerchia) con l'accusa di “cospirazione“. Montagu venne condannato a 12 mesi di reclusione, mentre Wildeblood e Pitt-Rivers vennero condannati a 18 mesi di carcere. In prigione Peter sente parlare del comitato Wolfenden (che prese il nome da Lord Wolfenden, presidente del comitato) che sta tentando di cambiare la legge e, al momento del rilascio, coraggiosamente e apertamente fornisce alla commissione prove e consigli sulla questione. Tuttavia, ci vorrà un decennio prima che l'omosessualità sia depenalizzata (cosa che avvenne nel 1967).

## Produzione
Against the Law è un'opera sceneggiata dallo stesso Peter Wildeblood che visse in prima persona i fatti riportati nel film.

## Accoglienza
Sull'aggregatore di recensioni Rotten Tomatos il film ha ricevuto il 100% di recensioni positive con un voto medio di 8.7/10.

## Riconoscimenti
- British Academy Television Craft Awards - 2018
  - Candidatura - Miglior fotografia e luci (Fiction)
  - Candidatura - Miglior single drama
- Bafta TV Craft
  - Candidatura - Miglior single drama
- BAFTA Awards
  - Candidatura - Miglior fotografia e illuminazione (Johann Perry e BBC Studios)